# Grande Prêmio de Pescara
O Grande Prêmio de Pescara foi um evento automobilístico da fórmula 1 em 1957. Foi realizado no circuito de Pescara em 1957 com a vitória de Stirling Moss.

## Vencedores
O fundo rosa indica que a prova não fez parte do Campeonato Mundial de Fórmula 1.

| Ano                          | Piloto                | Construtor | Resumo   |
| ---------------------------- | --------------------- | ---------- | -------- |
| 1950                         | Juan Manuel Fangio    | Alfa Romeo | Detalhes |
| 1951                         | José Froilán González | Ferrari    | Detalhes |
| Não realizado em 1952 e 1953 |                       |            |          |
| 1954                         | Luigi Musso           | Maserati   | Detalhes |
| Não realizado em 1955 e 1956 |                       |            |          |
| 1957                         | Stirling Moss         | Vanwall    | Detalhes |
| Fontes:                      |                       |            |          |